# 诺基亚N800

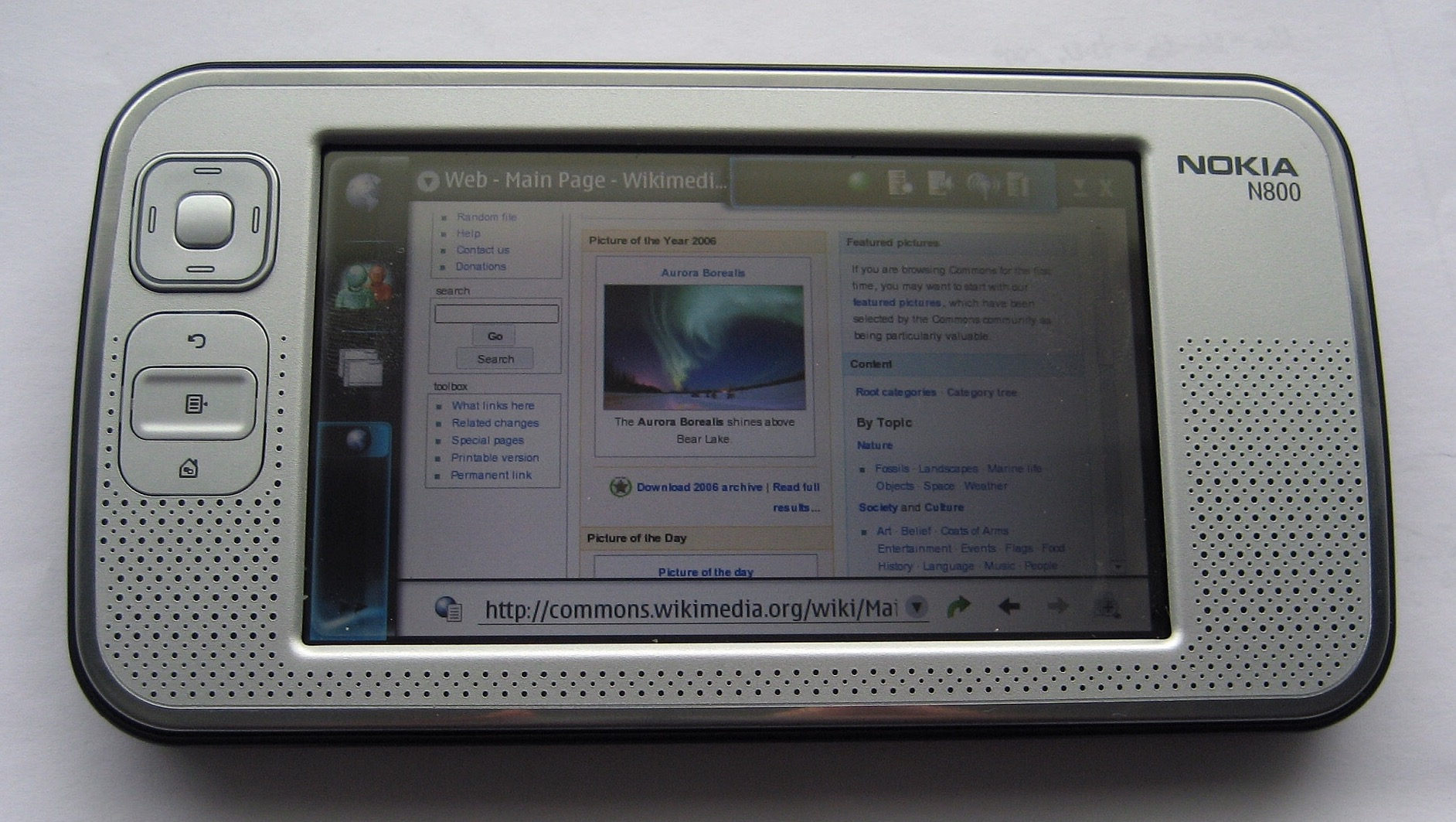
诺基亚N800

诺基亚N800网络终端为诺基亚于2007年推出的Internet Tablet，類似移动互联网终端（MID）设备。最早于CES 2007亮相。诺基亚N800配备有4.1英寸分辨率为800×480像素额LCD触摸屏、128MB RAM+256MB ROM、诺基亚N800采用320MHz处理器、支持WiFi和802.11b/g、全屏幕全键盘和GPS。

## 相关报道
- （简体中文）20个月的等待 诺基亚N800九大升级！

## 相关
- 移动互联网终端
- 诺基亚